# 和歌山県立紀の川高等学校
和歌山県立紀の川高等学校（わかやまけんりつきのかわこうとうがっこう）は、和歌山県伊都郡かつらぎ町にあった公立の高等学校。

## 概要
「人格の形成と学力の向上を目指し、一人ひとりを大切に、心豊かなたくましい人間を育成する」ことを教育目標に掲げていた。
1992年から単位制・二学期制を導入し、選択教科・科目や特別講座を充実させるとともに、通信制課程では入学機会の拡充（転入学：年3回、入学・編入学：年2回）、週3日（日・火・木）のスクーリングと試験の実施、学校設定科目（学び直し、基礎学力の補充、学力向上などの科目）の充実等が図られてきた。また、高校卒業を目的としない社会人対象の生涯学習の講座も実施していた。

## 設置学科
- 普通科 定時制（昼間・夜間各コース）
- 普通科 通信制

## 沿革
- 1967年 - 和歌山県立橋本・笠田・伊都の高等学校定時制を統合して開校。
- 1992年 - 単位制・二学期制を導入[1]。
- 2015年 - 和歌山県立伊都高等学校と統合し、和歌山県立伊都中央高等学校となる（在校生卒業年度までは存続）。
- 2018年 - 閉校。閉校記念碑除幕[2]。

## 基礎データ

### 所在地
- 和歌山県伊都郡かつらぎ町新田120

### 交通アクセス
- JR和歌山線・妙寺駅から徒歩。

## 学校行事
下記の行事があった。
- 入学式・開講式
- 校外学習（遠足）
- 生徒交流会
- 生活体験発表
- 球技大会
- 文化祭
- 近畿通信制高校体育大会
- 卒業生を送る会
- 卒業式・閉講式

このほか、修学旅行・野外活動・紀ノ川クリーン作戦・駅前清掃も特別活動として実施されていた。

## クラブ活動
バドミントン・卓球・ソフトテニス・陸上競技・軟式野球・茶華道部・商業・美術・将棋・社研の活動が行われていた。

## 出身者
- 白石勇樹 （レーシングドライバー）